# Canton de Bavay
Le canton de Bavay est une ancienne division administrative française, située dans le département du Nord et la région Nord-Pas-de-Calais.
À la suite du redécoupage cantonal de 2014, le canton est supprimé.

## Composition
Le canton de Bavay regroupait les 16 communes suivantes :
| Nom                | Code Insee | Codepostal | Superficie (km2) | Population (dernière pop. légale) | Densité (hab./km2) |
| ------------------ | ---------- | ---------- | ---------------- | --------------------------------- | ------------------ |
| Bavay (chef-lieu)  | 59053      | 59570      | 10,12            | 3 435 (2012)                      | 339                |
| Amfroipret         | 59006      | 59144      | 1,54             | 235 (2012)                        | 153                |
| Audignies          | 59031      | 59570      | 3,66             | 306 (2012)                        | 84                 |
| Bellignies         | 59065      | 59570      | 5,18             | 874 (2012)                        | 169                |
| Bermeries          | 59070      | 59570      | 5,29             | 390 (2012)                        | 74                 |
| Bettrechies        | 59077      | 59570      | 3,36             | 251 (2012)                        | 75                 |
| Feignies           | 59225      | 59750      | 18,80            | 7 156 (2012)                      | 381                |
| Gussignies         | 59277      | 59570      | 3,46             | 356 (2012)                        | 103                |
| Hon-Hergies        | 59310      | 59570      | 11,02            | 827 (2012)                        | 75                 |
| Houdain-lez-Bavay  | 59315      | 59570      | 12,18            | 909 (2012)                        | 75                 |
| La Flamengrie      | 59232      | 59570      | 2,03             | 396 (2012)                        | 195                |
| La Longueville     | 59357      | 59570      | 17,64            | 2 138 (2012)                      | 121                |
| Mecquignies        | 59396      | 59570      | 4,78             | 680 (2012)                        | 142                |
| Obies              | 59441      | 59570      | 5,43             | 710 (2012)                        | 131                |
| Saint-Waast        | 59548      | 59570      | 5,91             | 626 (2012)                        | 106                |
| Taisnières-sur-Hon | 59584      | 59570      | 16,22            | 937 (2012)                        | 58                 |

## Histoire
- En 1790, année de sa création, le canton de Bavai comprenait 17 communes[1] : Amfroipret, Audignies, Bavai, Bellignies, Bermeries, Bettrechies, Bréaugies[Note 1],[2], Buvignies[Note 2],[3], Gussignies, Hon-Hergies, Houdain[Note 3],[4], La Flamengrie, Louvignies-Bavai[Note 4],[5], Mecquignies, Obies, Saint-Waast et Taisnières-sur-Hon.
- La suppression des districts amena le législateur de l'an III à constituer une assemblée intermédiaire entre la commune et le département : l'administration municipale du canton, appelée aussi municipalité cantonale. Elle est composée de deux représentants de chaque commune, l'agent municipal et son adjoint, les deux seules personnes administrant les communes[6]. À sa tête se trouve placé un commissaire appelé « agent national »[7].
- En 1801, le canton de Feignies disparaît[8]. Les communes de Feignies, La Longueville[9] et Neuf-Mesnil[10] sont rattachées au canton de Bavay.
- De 1833 à 1848, les cantons de Bavay et de Maubeuge avaient le même conseiller général. Le nombre de conseillers généraux était limité à 30 par département[11].
- En 1958, la commune de Neuf-Mesnil est rattachée au canton d'Hautmont, nouvellement créé.
- Ce canton est supprimé par décret le 17 février 2014[12], ses communes étant rattachées au canton d'Aulnoye-Aymeries.

## Représentation

### conseillers généraux de 1833 à 2015
| Période               | Identité                                                      | Parti        | Qualité                                                                                          |
| --------------------- | ------------------------------------------------------------- | ------------ | ------------------------------------------------------------------------------------------------ |
| 1833-1836             | Florent Marchant                                              |              | Notaire à Maubeuge                                                                               |
| 1836-1848             | Antoine Philibert Marchant dit Marchant du Nord               | Centre       | Officier ministériel, notaire Député (1838-1846) Sénateur (1852-1859)                            |
| 1848-1851             | Baron Eugène Louis de Butron y Muxica de la Torre (1808-1878) |              | Lieutenant de louveterie Propriétaire, maire de Saint-Vaast                                      |
| 1851-1852             | Anatole Crapez (1832-1879)                                    |              | Négociant, maire de Bavai                                                                        |
| 1852-1867             | Baron Eugène Louis de Butron y Muxica de la Torre (1808-1878) |              | Lieutenant de louveterie Propriétaire, maire de Saint-Vaast                                      |
| 1867-1871             | Anatole Crapez                                                |              | Maître de forges, maire de Bavai                                                                 |
| 1871-1877             | Ernest Levent                                                 | Républicain  | Maître de forges, Maire de Bavai                                                                 |
| 1877-1881 (démission) | Ernest Gravis                                                 | Droite       | Notaire à Bavai                                                                                  |
| 1881-1895             | Ernest Darche de Tromcourt-Levent                             | Républicain  | Industriel à Bavai, ancien conseiller d'arrondissement                                           |
| 1895-1901             | Charles François Lescut                                       | Rad.         | Vétérinaire à Bavay Conseiller municipal de Taisnières-sur-Hon                                   |
| 1901-1907 (décès)     | Ernest Valentin Jean-Baptiste Darche (1845-1907)              | Républicain  | Industriel, propriétaire à Louvignies (Bavay)                                                    |
| 1907-1910 (décès)     | Valère Derkenne                                               | Rad.         | Brasseur, propriétaire Maire de La Longueville, conseiller d'arrondissement                      |
| 1910-1919             | Charles François Lescut                                       | Rad.         | Vétérinaire, Conseiller municipal de Taisnières-sur-Hon                                          |
| 1919-1937             | Gustave Sénéchal                                              | Radical      | Maire de Bermeries                                                                               |
| 1937-1940             | Léon Constant                                                 | SFIO         | Maire de Feignies (1937-1977), conseiller d'arrondissement                                       |
|                       |                                                               |              |                                                                                                  |
| 1943-1945             | Georges Louis (1899-1975)                                     |              | Maire de Taisnières-sur-Hon Nommé conseiller départemental en 1943                               |
|                       |                                                               |              |                                                                                                  |
| 1945-1976             | Léon Constant (1895-1985)                                     | SFIO puis PS | Modeleur Maire de Feignies                                                                       |
| 1976-1982             | Avit Duronsoy (1914-1998)                                     | PS           | Maire de Bellignies (1971-1998)                                                                  |
| 1982-2015             | Jean Jarosz                                                   | PCF          | Professeur de collège d'enseignement secondaire Maire de Feignies (1977-2014) Député (1977-1988) |

### Conseillers d'arrondissement (de 1833 à 1940)
| Période                                  | Période          | Identité                                  | Étiquette   | Qualité |
| ---------------------------------------- | ---------------- | ----------------------------------------- | ----------- | --- |
| 1833                                     | 1848             | Martial Antoine Joseph Crapez (1790-1851) |             | Négociant, maître de forges, maire de Bavai                                                                 |
|                                          |                  |                                           |             | |
| 1871                                     |                  | Aimé Célestin Gravis (1829-1890)          |             | Cultivateur à Louvignies                                                                                    |
|                                          |                  |                                           |             | |
|                                          | 1881 (démission) | Ernest Darche-Levent                      | Républicain | Industriel à Bavay                                                                                          |
| 8 janv.1882                              |                  |                                           |             | |
|                                          |                  |                                           |             | |
|                                          | 1890 (décès)     | Aimé Célestin Gravis                      |             | Cultivateur à Louvignies                                                                                    |
|                                          |                  |                                           |             | |
| 1892                                     | 1902 (décès)     | Valère Derkenne                           | Républicain | Brasseur, propriétaire, maire de La Longueville                                                             |
| 1902                                     | 1910             | Charles François Lescut                   | Radical     | Vétérinaire à Bavay, conseiller municipal de Taisnières-sur-Hon                                             |
| 1910                                     | 1922             | Gaston Derôme (1868-1954)                 | Radical     | Ingénieur civil, fabricant d'engrais, maire de Bavay                                                        |
| 1922                                     | 1928             | Gaston Derkenne (1878-?)                  | Républicain | Brasseur, maire de Feignies                                                                                 |
| 1928                                     | 1935 (démission) | Eugène Donain                             | Radical     | Instituteur, maire de Bavay                                                                                 |
| 20 octobre 1935                          | 1937             | Léon Constant (1895-1985)                 | SFIO        | Ouvrier modeleur, maire de Feignies (1937-1977)                                                             |
| 5 décembre 1937                          | 1940             | Émile Sohier (1908-1972)                  | PC-SFIC     | Ouvrier marbrier, maire de Gussignies (1934-1972), déchu de ses mandats en 1940                             |
| 1940                                     |                  |                                           |             | Les conseils d'arrondissement ont été suspendus par la loi du 12 octobre 1940 et n'ont jamais été réactivés |
| Les données manquantes sont à compléter. |                  |                                           |             | |

## Démographie
| 1962   | 1968   | 1975   | 1982   | 1990   | 1999   | 2006   | 2011   | 2012   |
| ------ | ------ | ------ | ------ | ------ | ------ | ------ | ------ | ------ |
| 18 597 | 18 589 | 18 963 | 19 437 | 20 040 | 19 840 | 19 911 | 20 276 | 20 226 |

### Pyramide des âges
Comparaison des pyramides des âges du Canton de Bavay et du département du Nord en 2006
| Hommes | Classe d’âge   | Femmes |
| ------ | -------------- | ------ |
| 0,1    | 90 ans et plus | 0,6    |
| 4,6    | 75 à 89 ans    | 7,8    |
| 10,5   | 60 à 74 ans    | 12,2   |
| 22,7   | 45 à 59 ans    | 21,8   |
| 21,9   | 30 à 44 ans    | 20,3   |
| 19,6   | 15 à 29 ans    | 18     |
| 20,6   | 0 à 14 ans     | 19,3   |

| Hommes | Classe d’âge   | Femmes |
| ------ | -------------- | ------ |
| 0,2    | 90 ans et plus | 0,8    |
| 4,3    | 75 à 89 ans    | 7,9    |
| 10,3   | 60 à 74 ans    | 11,9   |
| 19,7   | 45 à 59 ans    | 19,4   |
| 21,1   | 30 à 44 ans    | 20,1   |
| 22,6   | 15 à 29 ans    | 21     |
| 21,6   | 0 à 14 ans     | 19     |